# NGC 4628
NGC 4628 ist eine 13,5 mag helle Spiralgalaxie (und zugleich eine Seyfertgalaxie Typ 2) vom Hubble-Typ Sb im Sternbild der Jungfrau, die etwa 122 Millionen Lichtjahre von der Milchstraße entfernt ist.
Sie wurde am 20. März 1789 von Wilhelm Herschel mit einem 18,7-Zoll-Spiegelteleskop entdeckt,  der sie mit „F, S, E, bM“ beschrieb.